# Садки (Калужская область)
Садки — деревня в составе сельского поселения «Село Борищево» Перемышльского района Калужской области России. Население согласно переписи 2010 года — 26 чел.

## География
Расположена на одном из холмов среднерусской возвышенности, в 20 км от Калуги, 18 км от Перемышля, в 6 км от села Воротынск, в 2,5 км от Борищево. В деревне имеется 2 пруда.

## Население
| 2002 | 2010 |
| ---- | ---- |
| 39   | ↘26  |

## История
Деревней владел род Тиньковых. Так, в 1780 году владел сельцом Николай Яковлевич Тиньков. Затем, в 1869 году его сын — Сергей Николаевич Тиньков, генерал-майор. Последней помещицей была дочь генерал-майора Сергея Николаевича — Анна Сергеевна.
С 1863 года в составе Заборовской волости Перемышльского уезда. В «Списке населенных мест Калужской губернии» упоминается как владельческое сельцо при колодцах и пруду в 18 вёрстах от Перемышля, в котором проживало 156 человек.
В 1929 году в деревне Садки организован колхоз им. Димитрова.
В 1954 году создано 2-е отделение совхоза «Борищевский» с включением деревень Садки, Аболдуевка и Орля.